# Луис Карлос Насименто
Луис Карлос Насименто Жуниор (порт.-браз. Luiz Carlos Nascimento Júnior; 3 января 1987, Варжен-Алта), более известный под именем Луизан (порт.-браз. Luizão) — бразильский футболист, защитник клуба АБС.

## Биография
Луизан — воспитанник «Крузейро» из Белу-Оризонти. Профессиональный дебют произошёл в 2006 году в матче против «Гремио». В 2007 году в составе молодёжной сборной Бразилии выступал на чемпионате мира, где Бразилия вылетела на стадии 1/4 финала.
В 2008—2009 годах выступал за узбекистанский «Бунёдкор», после чего вернулся в родной «Крузейро».

## Достижения
- Чемпион штата Минас-Жерайс (1): 2006